# گا (بلغارستان)
گا (به بلغاری: Gega) یک منطقهٔ مسکونی در جنوب غربی بلغارستان است که در شهرستان پتریچ واقع شده‌است. گا ۱۵٬۷۷۲ کیلومتر مربع مساحت و ۲۴۷ نفر جمعیت دارد و ۷۰۰ متر بالاتر از سطح دریا واقع شده‌است.  
منطقه اطراف شهر تقریباً به طور کامل پوشیده از مزارع است. با حدود 80 نفر در هر کیلومتر مربع، منطقه اطراف گگا نسبتاً پرجمعیت است. آب و هوای آن معتدل است و میانگین دما ۱۱ درجه سانتی‌گراد است . گرم‌ترین ماه سال، آگوست با دمای ۲۲  درجه سانتی‌گراد و سردترین ماه، دسامبر با دمای صفر درجه سانتی‌گراد است.